# سياوان (أشنوية)
سياوان هي قرية في مقاطعة أشنوية، إيران. يقدر عدد سكانها بـ 469 نسمة بحسب إحصاء 2016.